# Horace Sébastiani
Horace François Bastien Sébastiani de La Porta, francoski maršal, politik in državnik, * 17. november 1772, La Porta, Korzika, † 20. julij 1851, Pariz.